# Heroku
Heroku — облачная PaaS-платформа, поддерживающая ряд языков программирования. С 2010 года является дочерней компанией Salesforce.com. Heroku, одна из первых облачных платформ, появилась в июне 2007 года и изначально поддерживала только язык программирования Ruby, но на данный момент список поддерживаемых языков также включает в себя Java, Node.js, Scala, Clojure, Python, Go, Ruby и PHP. На серверах Heroku используются операционные системы Debian или Ubuntu.

## История компании
Джеймс Линденбаун, Адам Уиггинс и Орион Генри основали Heroku в 2007 году в поддержку проектов, основанных на Rack. 8 декабря 2010 года компания Salesforce.com купила Heroku, сделав её своей дочерней компанией. 12 июля 2011 года Юкихиро Мацумото, создатель языка программирования Ruby, пришёл в компанию на должность ведущего инженера. В этом же месяце Heroku внедрила поддержку Node.js и Clojure. 15 сентября 2011 года Heroku и Facebook представили новую опцию «Heroku для Facebook». Heroku также предоставляет поддержку таких систем управления базами данных, как Cloudant, Membase, MongoDB и Redis, помимо основной — PostgreSQL.
Приложения, работающие на Heroku, используют также DNS-сервер Heroku (обычно приложения имеют доменное имя вида «имя_приложения.herokuapp.com»). Для каждого приложения выделяется несколько независимых виртуальных процессов, которые называются «dynos». Они распределены по специальной виртуальной сетке («dynos grid»), которая состоит из нескольких серверов. Heroku также имеет систему контроля версий Git.
Из-за сильного июньского шторма 2012 года в Северной Америке множество приложений, работающих на Heroku, отключились, однако доступ был восстановлен менее, чем через 24 часа.

## Награды и достижения
Heroku утверждает, что предоставляет наибольшее количество разнообразных решений NoSQL на рынке информационных технологий, а также считается «платформой-полиглотом». Heroku оказалась в списке «Dow Jones FASTech 50 Start-ups to Watch». В апреле 2010 года Gartner присвоил Heroku статус «Cool Vendor in Application Platforms as a Service». Heroku также попала в список «Top 10 Cloud Computing Services for 2010», опубликованный ReadWriteWeb.